# Isshun de Chiryō shiteita noni Yakutatazu to Tsuihō sareta Tensai Chiyushi, Yami Healer toshite Tanoshiku Ikiru
Isshun de Chiryō shiteita noni Yakutatazu to Tsuihō sareta Tensai Chiyushi, Yami Healer toshite Tanoshiku Ikiru (Nhật: 一瞬で治療していたのに役立たずと追放された天才治癒師、闇ヒーラーとして楽しく生きる dịch: Cuộc sống mới trong bóng tối của trị liệu sư thiên tài) hay Shochiku là một bộ light novel của Nhật Bản được sáng tác bởi Sakaku Hishikawa và vẽ minh họa bởi Daburyu. Bộ truyện đã được đăng trực tuyến vào tháng 11 năm 2020 trên trang web Shōsetsuka ni Narō. Nó đã được SB Creative mua lại và xuất bản tập light novel đầu tiên vào tháng 10 năm 2021 dưới ấn hiệu GA Novel. Đã có tám tập được phát hành tính đến tháng 3 năm 2025. Phiên bản chuyển thể manga do Ten Jūnoichi vẽ minh họa đã được đăng trực tuyến trên trang web Piccoma vào tháng 1 năm 2022, sau đó đã được tổng hợp thành bốn tập tankōbon do SB Creative phát hành dưới ấn hiệu GA Comic, tính đến tháng 11 năm 2024. Phiên bản webtoon (truyện tranh mạng) do Minsam và RocketStaff Inc. đã được đăng trực tuyến trên trang web cùng tên vào tháng 1 năm 2025. Phiên bản chuyển thể anime đã được sản xuất bởi Makaria đã phát sóng từ tháng 4 năm 2025.

## Nội dung
Vương quốc Herzeth được cai trị bởi các Trị liệu sư, những người sử dụng sức mạnh của mình để làm giàu cho bản thân thay vì giúp đỡ những người gặp khó khăn, và chỉ những người có giấy phép chính thức mới được công nhận là Trị liệu sư. Tuy nhiên, Zenos, một Trị liệu sư quyền năng sinh ra ở một khu ổ chuột, chưa bao giờ được đào tạo chính thức như một Trị liệu sư thông thường và không có giấy phép, anh học các kỹ năng từ một người đàn ông bí ẩn. Cuối cùng, anh được mời tham gia một nhóm phiêu lưu, nhưng sau đó bị từ chối vì họ coi anh ta quá vô dụng. Không có tiền và có ít sự chọn lựa, anh tìm thấy một tòa nhà bỏ hoang trong khu ổ chuột và lập ra một phòng khám ngầm với sự giúp đỡ của Lily, một cô gái elf mà anh giải cứu được, và theo thời gian, anh có được danh tiếng là một Trị liệu sư quyền năng, đặc biệt là với các băng đảng hoạt động trong khu ổ chuột, cũng như anh đã làm bạn với các thủ lĩnh của các băng đảng và với một hồn ma sống ở tầng trên của tòa nhà mà anh đang ở. Tuy nhiên, khi tin tức về việc anh sử dụng phép thuật để làm việc thiện và duy trì hòa bình ở những góc khuất của thành phố được lan truyền nhanh chóng, những tên quý tộc bắt đầu tập hợp lực lượng nhằm cản trở công việc của anh.

## Nhân vật
Zenos (ゼノス Zenosu)
Lồng tiếng bởi: Shogo Sakata
Một trị liệu sư học nghề từ một người đàn ông bí ẩn, gần đây anh bị đuổi khỏi nhóm phiêu lưu vì quá vô dụng; tuy nhiên, anh có thể chữa gần như mọi loại bệnh mà không có một trị liệu sư nào khác có thể làm được. Hiện tại anh đang điều hành một 'phòng khám ngầm' trong một khu ổ chuột, nơi có ba băng đảng á nhân cũng sinh sống ở đây.
Lily (リリ Riri)
Lồng tiếng bởi: Miharu Hanai
Một cô gái elf được Zenos cứu khỏi xiềng xích nô lệ và sau đó trở thành trợ lý của anh.
Carmilla (カーミラ Kāmira)
Lồng tiếng bởi: Yoko Hikasa
Một hồn ma sống ở tầng trên của ngôi biệt thự bỏ hoang mà Zenos và Lily đang sinh sống. Cô đã dần chấp nhận họ, và đôi khi cũng ghé thăm họ.
Zophia (ゾフィア Zofia)
Lồng tiếng bởi: Anna Nagase
Một trong ba thủ lĩnh lớn của ba băng đảng á nhân ở khu ổ chuột. Cô là một người thằn lằn, thường được gọi là "Zophia the Tornado", nổi tiếng với việc cướp bóc từ những thương gia giàu có và giúp đỡ những người khốn khổ, hiện cô đang lãnh đạo băng đảng thằn lằn.
Lynga (リンガ Ringa)
Lồng tiếng bởi: Mashiro Hitaka
Một trong ba thủ lĩnh lớn của ba băng đảng á nhân ở khu ổ chuột. Cô là một người sói, thường được gọi là "Lynga the Tyrant", hiện cô đang lãnh đạo băng đảng người sói tổ chức đánh bạc bất hợp pháp.
Loewe (レーヴェ Rēve)
Lồng tiếng bởi: Sayaka Kikuchi
Một trong ba thủ lĩnh lớn của ba băng đảng á nhân ở khu ổ chuột. Cô là một orge, thường được gọi là "Loewe the Mighty", hiện cô đang lãnh đạo băng đảng orge chuyên khai thác đá mana.
Krishna (クリシュナ Kurishuna)
Lồng tiếng bởi: Yuki Nakashima
Có biệt danh là "Iron Rose", cô là Phó chỉ huy Hiệp hội Hiệp sĩ Hoàng gia của thành phố. Cô là một con người nóng nảy, thiếu định hướng và hay vội vã đưa ra kết luận (mặc dù cô luôn khẳng định rằng mình chỉ có "một lỗi"). Cô trở thành Hiệp sĩ sau khi mẹ cô, người đã đến khu ổ chuột để làm từ thiện, bị giết bởi bọn cướp. Cô được cử đến khu ổ chuột để điều tra về những tin đồn xung quanh sự hòa bình giữa ba băng đảng á nhân và người bí ẩn làm trung gian giữa ba băng đảng ấy. Cô đi lạc vào phòng khám của Zenos, sau khi cô nhìn thấy Lily, cô liền cáo buộc anh là kẻ buôn bán trẻ em). Sau khi Zenos và Zophia giúp cô vạch trần tên quý tộc đứng đầu doanh nghiệp buôn bán trẻ em và giải cứu những đứa trẻ ấy, cô đã trở thành đồng minh của anh.
Zonde (ゾンデ)
Lồng tiếng bởi: Taku Yashiro
Một người thằn lằn, cánh tay phải của Zophia.
Aston (アストン Asuton)
Lồng tiếng bởi: Masaaki Mizunaka
Lãnh đạo nhóm cũ của Zenos.
Becker (ベッカー Bekkā)
Lồng tiếng bởi: Takehito Koyasu
Cress (クレソン Kureson)
Lồng tiếng bởi: Setsuo Itō
Goldran (ゴルドラン Gorudoran)
Lồng tiếng bởi: Tetsu Inada

## Truyền thông

### Light novel
Được viết bởi Sakaku Hishikawa, Isshun de Chiryō shiteita noni Yakutatazu to Tsuihō sareta Tensai Chiyushi, Yami Healer toshite Tanoshiku Ikiru bắt đầu được đăng tải dưới dạng tiểu thuyết web trên trang web Shōsetsuka ni Narō vào ngày 30 tháng 11 năm 2020. Sau đó, SB Creative đã mua lại và phát hành dưới ấn hiệu light novel GA Novel, được vẽ minh họa bởi Daburyu, vào ngày 14 tháng 10 năm 2021. Đã có tám tập được xuất bản tính đến ngày 15 tháng 3 năm 2025. Phiên bản tiếng Anh được xuất bản bởi J-Novel Club. Vào tháng 1 năm 2025, J-Novel Club thông báo rằng bản in sẽ được xuất bản vào tháng 8 năm 2025.
| # | Ngày phát hành            | ISBN              |
| - | ------------------------- | ----------------- |
| 1 | Ngày 14 tháng 10 năm 2021 | 978-4-8156-1020-3 |
| 2 | Ngày 11 tháng 2 năm 2022  | 978-4-8156-1193-4 |
| 3 | Ngày 14 tháng 7 năm 2022  | 978-4-8156-1611-3 |
| 4 | Ngày 12 tháng 11 năm 2022 | 978-4-8156-1612-0 |
| 5 | Ngày 14 tháng 7 năm 2023  | 978-4-8156-2257-2 |
| 6 | Ngày 15 tháng 3 năm 2024  | 978-4-8156-2465-1 |
| 7 | Ngày 15 tháng 11 năm 2024 | 978-4-8156-2720-1 |
| 8 | Ngày 15 tháng 3 năm 2025  | 978-4-8156-2721-8 |

### Manga
Phiên bản chuyển thể manga do Ten Jūnoichi vẽ minh họa đã được đăng trực tuyến trên trang web Piccoma vào ngày 22 tháng 1 năm 2022. SB Creative đã tổng hợp các chương của bộ manga này thành bốn tập tankōbon dưới ấn hiệu GA Comic, kể từ tháng 11 năm 2024. Phiên bản tiếng Anh được xuất bản bởi J-Novel Club. Vào tháng 1 năm 2025, J-Novel Club thông báo rằng bản in sẽ được xuất bản vào tháng 7 năm 2025.
| # | Ngày phát hành            | ISBN              |
| - | ------------------------- | ----------------- |
| 1 | Ngày 11 tháng 8 năm 2022  | 978-4-8156-1052-4 |
| 2 | Ngày 15 tháng 6 năm 2023  | 978-4-8156-1310-5 |
| 3 | Ngày 15 tháng 3 năm 2024  | 978-4-8156-1876-6 |
| 4 | Ngày 15 tháng 11 năm 2024 | 978-4-8156-1877-3 |
| 5 | Ngày 15 tháng 6 năm 2025  | 978-4-8156-1878-0 |

### Webtoon
Phiên bản chuyển thể webtoon (truyện tranh mạng) do Minsam và RocketStaff Inc. vẽ minh họa đã được công bố trong sự kiện phát trực tiếp "GA Fes 2024" vào ngày 9 tháng 3 năm 2024. Ban đầu, nó được lên kế hoạch đăng trên trang web cùng tên vào quý 3 năm 2024, nhưng bị trì hoãn mà không rõ lý do. Sau đó, nó bắt đầu được đăng vào ngày 2 tháng 1 năm 2025. SB Creative đã tổng hợp các chương của bộ webtoon này thành một tập duy nhất kể từ tháng 4 năm 2025.
| # | Ngày phát hành           | ISBN              |
| - | ------------------------ | ----------------- |
| 1 | Ngày 14 tháng 4 năm 2025 | 978-4-8156-2834-5 |

### Anime
Phiên bản chuyển thể anime đã được công bố trong sự kiện phát trực tiếp "GA Fes 2024" vào ngày 9 tháng 3 năm 2024. Nó được sản xuất bởi Makaria, được đạo diễn bởi Joe Yoshizaki, Taika Miyagi viết kịch bản, denpuougi và Yoshihiro Sawada thiết kế nhân vật, và Harumi Fuuki sáng tác nhạc. Bộ phim được phát sóng vào ngày 3 tháng 4 năm 2025 trên nền tảng Tokyo MX và các mạng truyền hình, các nền tảng phát sóng khác. Bài hát ở phần mở đầu "Light Maker" (ライトメイカー), được trình bày bởi bokula, bài hát kết thúc là "Tsuki ni Negau" (月に願う To Wish Upon the Moon), được trình bày bởi sorato. Crunchyroll đã phát trực tuyến bộ anime này. Medialink hiện đã phát hành bộ anime này tại khu vực Nam Á, Đông Nam Á và Châu Đại Dương (trừ Úc và New Zealand) trên kênh YouTube của Ani-One Asia.

#### Danh sách tập phim
| TT. | Tiêu đề | Đạo diễn                                               | Biên kịch     | Kịch bản phân cảnh          | Ngày phát hành gốc  |
| --- | --- | ------------------------------------------------------ | ------------- | --------------------------- | ------------------- |
| 1   | "An Equal Price" Chuyển ngữ: "Sōō no Taika" (tiếng Nhật: 相応の対価)                                                          | Hiroto Miyagi                                          | Hiroto Miyagi | Parkji-seung, Eishin Fujita | 3 tháng 4 năm 2025  |
| 2   | "The Underground Healer in the Abandoned Part of Town" Chuyển ngữ: "Haikyo-gai no yami hīrā" (tiếng Nhật: 廃墟街の闇ヒーラー) | Yuri Hagiwara, Hiroto Miyagi                           | Hiroto Miyagi | Tatsu Yamamoto              | 10 tháng 4 năm 2025 |
| 3   | "Struggle" Chuyển ngữ: "Sōdatsu-sen" (tiếng Nhật: 争奪戦)                                                                     | Toshihiro Nagao, Yuri Hagiwara                         | Hiroto Miyagi | Sakusan                     | 17 tháng 4 năm 2025 |
| 4   | "A Righteous Hero" Chuyển ngữ: "Seigi no hīrō" (tiếng Nhật: 正義のヒーロー)                                                   | Tobita Hiroki, Hon Tatsuyama                           | Hiroto Miyagi | Tatsu Yamamoto              | 24 tháng 4 năm 2025 |
| 5   | "A Place to Belong" Chuyển ngữ: "Ibasho" (tiếng Nhật: 居場所)                                                                 | Kenyu Kimura, Ryuuta Nakano, Isao Otaki, Yuri Hagiwara | Hiroto Miyagi | Jiro Arimoto                | 1 tháng 5 năm 2025  |
| 6   | "The End of Adventure" Chuyển ngữ: "Bōken no Owari" (tiếng Nhật: 冒険の終わり)                                                | Kenyu Kimura                                           | Hiroto Miyagi | Natsuto Fujiwara            | 8 tháng 5 năm 2025  |
| 7   | "Special Service" Chuyển ngữ: "Tokubetsu sābisu" (tiếng Nhật: 特別サービス)                                                   | Kamadon                                                | Hiroto Miyagi | Masao Suzuki, Sakusan       | 15 tháng 5 năm 2025 |
| 8   | "The Royal Hospital" Chuyển ngữ: "Ōritsu Chiryō-in" (tiếng Nhật: 王立治療院)                                                  | TBA                                                    | TBA           | TBA                         | 22 tháng 5 năm 2025 |

## Đón nhận
Tính đến tháng 3 năm 2024, bộ light novel này đã bán được hơn 200.000 bản.
Người dùng mang tên Rebecca Silverman đến từ Anime News Network đã chấm điểm tổng thể cho năm tập đầu tiên của bộ light novel là B+, viết rằng: "Isshun de Chiryō shiteita noni Yakutatazu to Tsuihō sareta Tensai Chiyushi, Yami Healer toshite Tanoshiku Ikiru, nhìn chung, là một bộ truyện hay đến bất ngờ. Nó không phá vỡ khuôn mẫu, nhưng nó đã mở rộng khuôn mẫu theo những cách tích cực, và nhân vật Zenos dễ dàng nhận được ủng hộ như một nhân vật chính. Thêm vào đó là sự xuất hiện của số nhân vật phụ thú vị khác giúp cho bộ truyện hay hơn đáng kể." Người dùng mang tên Richard Eisenbeis đến từ Anime News Network, trong bài đánh giá của mình về hai tập đầu tiên của phiên bản chuyển thể anime, đã chấm điểm tổng thể là C+. Anh viết rằng: "Các tương tác giữa nhân vật Zenos và các cô gái là trọng tâm của bộ phim. Tuy nhiên, điều đó đã nói nên rằng, có một chiều sâu đáng ngạc nhiên đối với cả Zenos và bối cảnh phim. Bộ phim này rất có thể sẽ không đứng đầu bất kỳ danh sách "hay nhất trong mùa" nào nhưng nếu như nó cứ tiếp tục như vậy, nó sẽ thú vị đối với bất kỳ ai thích những cốt chuyện "bị đuổi khỏi nhóm anh hùng" và không tập trung vào sự trả thù."